# Paweł Pawlikowski

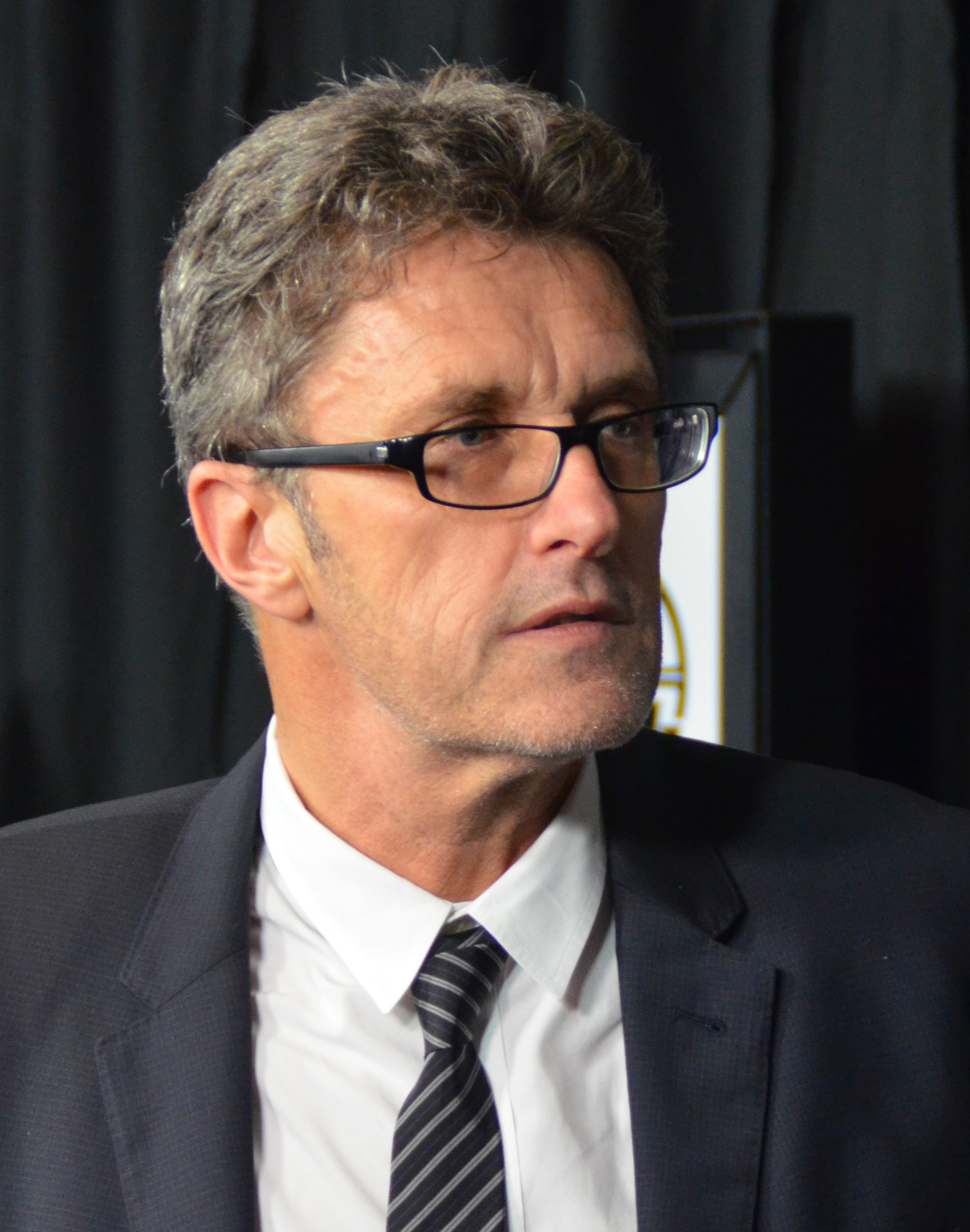
Paweł Pawlikowski (2015)

Paweł Aleksander Pawlikowski (* 15. September 1957 in Warschau) ist ein polnischer Filmregisseur, der in London und Paris lebt und arbeitet.

## Leben
Pawlikowski ist väterlicherseits jüdischer Herkunft. Er wuchs in Warschau auf, seine Mutter war Dozentin für englische Literatur. Nach der Trennung seiner Eltern verließ er im Alter von 14 Jahren mit seiner Mutter seine Heimat und lebte zunächst in Deutschland und Italien, seit 1977 in Großbritannien. Er studierte Literatur und Philosophie in Oxford und nahm dort an Forschungsprojekten zur deutschen Literatur teil, bevor er sich dem Film zuwandte.
Ab Mitte der 1980er Jahre schuf er im Auftrag des Community Programme Unit der BBC (und später für die Serie Bookmark im BBC-Programm) eine Reihe stark beachteter Dokumentarfilme. Sein satirischer Dokumentarfilm From Moscow to Pietushki über Jerofejew und die sowjetische Trinkkultur war Anfang der 1990er sein Durchbruch und wurde mit mehreren Preisen ausgezeichnet (Emmy International, Prix Italia, Royal Television Society Award). Sein Dokumentarfilm Serbian Epics (1992) analysierte die Motive und Traditionen der Serben im Bosnienkrieg und wurde aufgrund von Szenen, in denen sich Radovan Karadžić als Erbe des (nicht mit ihm verwandten) Namensvetters und Nationaldichters Vuk Karadžić präsentiert und während der von ihm befohlenen Zerstörung von Sarajevo aus eigenen Gedichten vorliest, kontrovers diskutiert. Für seine surreale Dokumentation über eine Bootsfahrt mit Schirinowski (Tripping with Zhirinovski) erhielt er 1995 den Grierson Award für den besten britischen Dokumentarfilm.
Pawlikowskis erster Spielfilm, der in Moskau gedrehte The Stringer (1998), galt hingegen als misslungen. Danach kehrte er für den semidokumentarischen Film Twockers über einen siebzehnjährigen Autodieb in West Yorkshire zu seinen Wurzeln im Dokumentarfilm zurück. Es folgte sein zweiter Kinospielfilm, der größtenteils in Russisch gedrehte Last Resort, ein halbautobiografischer Film über eine junge russische Mutter und ihren Sohn, die versuchen, in England Fuß zu fassen. Der in Margate gedrehte 16-mm-Film wurde auf den Festivals von Toronto und Sundance stark beachtet und gewann Preise als Bester Film auf den Festivals von Edinburgh, Thessaloniki, Gijón und Motovun. Pawlikowski erhielt dafür außerdem 2001 den BAFTA Award als „Most Promising Newcomer in British Film“ und galt nun als eines der größten Talente der britischen Filmindustrie.
Nach Last Resort wurde Pawlikowski als Regisseur für den biografischen Film Ted and Sylvia (über Sylvia Plath und Ted Hughes) mit Gwyneth Paltrow in der Hauptrolle engagiert, verließ die Produktion aber im August 2002 wegen kreativer Differenzen. Der Film wurde unter dem Titel Sylvia von Regisseurin Christine Jeffs fertiggestellt.
Pawlikowskis dritter Spielfilm My Summer of Love, frei nach einem Roman von Helen Cross über die Liebesbeziehung zwischen zwei sechzehnjährigen Mädchen in West Yorkshire, wurde erneut von der Kritik gefeiert; Pawlikowski gewann damit 2004 zum zweiten Mal den Hauptpreis auf dem Edinburgh Film Festival und erhielt 2005 den Alexander Korda Award für den besten britischen Film bei den BAFTA Awards. Außerdem wurde er als bester Film und für die beste Regie beim Europäischen Filmpreis 2005 nominiert.
Im Jahr 2004 erhielt Pawlikowski ein dreijähriges Forschungsstipendium als Creative Arts Fellow an der Oxford Brookes University.
Sein nächstes Spielfilmprojekt, The Restraint of Beasts nach dem Roman von Magnus Mills, musste Pawlikowski 2006 nach der Hälfte der Dreharbeiten aufgrund einer schweren Erkrankung seiner Frau abbrechen. Sie starb einige Monate später und der (unter anderem mit Rhys Ifans, Ben Whishaw und Eddie Marsan besetzte) Film blieb unvollendet. Die nächsten Jahre verbrachte Pawlikowski in Oxford, schrieb Drehbücher, lehrte an der Filmschule und kümmerte sich um seine beiden Kinder. Erst im Frühjahr 2010 drehte er in Paris seinen nächsten Film, den Thriller Die geheimnisvolle Fremde (The Woman in the Fifth) nach dem Roman von Douglas Kennedy.
Im Anschluss entstand sein erster in seiner polnischen Heimat gedrehte Spielfilm Ida, eine formale Hommage an die von der französischen Nouvelle Vague inspirierten polnischen Filme der 1960er. Der Film gewann Hauptpreise auf dem Gdynia Film Festival, dem Internationalen Filmfestival Warschau und dem London Film Festival, wurde beim Europäischen Filmpreis 2014 als bester Film sowie für die beste Regie, das beste Drehbuch und die beste Kamera ausgezeichnet, erhielt den BAFTA und schließlich auch den Academy Award für den besten fremdsprachigen Film und war damit der erste Film aus Polen, der in dieser Kategorie einen Oscar gewinnen konnte.
Pawlikowskis Drehbuch Epic wurde von Ben Hopkins verfilmt und unter dem Titel Welcome to Karastan im Frühjahr 2014 fertiggestellt.
2015 wurde Pawlikowski in die Jury der 72. Internationalen Filmfestspiele von Venedig berufen.
2018 wurde das romantische, musikalische Filmdrama Cold War – Der Breitengrad der Liebe (Originaltitel Zimna wojna) im Rahmen der Internationalen Filmfestspiele von Cannes veröffentlicht. Der Film sowie Pawlikowskis Arbeit wurden positiv von der Kritik aufgenommen und beim Europäischen Filmpreis für den besten Film und die beste Regie ausgezeichnet. Für die beste Regie wurde der Film auch für einen Oscar nominiert.
2019 wurde Pawlikowski in die Wettbewerbsjury des 72. Filmfestivals von Cannes berufen.

## Auszeichnungen
- 2018: Film Festival Cologne – The Hollywood Reporter Award[12]
- 2018: Europäischer Filmpreis in den Kategorien Bestes Drehbuch und Beste Regie für Cold War – Der Breitengrad der Liebe

## Filmografie
Dokumentarfilme:
- 1987: Lucifer over Lancashire (Dokumentarfilm über einen Priester, der ein riesiges Kruzifix auf dem Pendle Hill in Lancashire errichten will)
- 1988: Extraordinary Adventures (Kurzfilm)
- 1989: Vaclav Havel (Dokumentarfilm)
- 1989/91: From Moscow to Pietushki / Moscow Circles: Yerofeyev (BBC-Dokumentarfilm über das Prosagedicht Москва – Петушки von Wenedikt Jerofejew)
- 1991/92: Dostoevsky's Travels (BBC-Dokumentarfilm über den Urenkel von Fjodor Dostojewski, einen Straßenbahnfahrer aus Sankt Petersburg, der auf der Suche nach einem preiswerten Mercedes durch Deutschland reist)
- 1992: Serbian Epics (BBC-Dokumentarfilm über den Bosnienkrieg)
- 1994: Tripping with Zhirinovsky (BBC-Dokumentation über Wladimir Schirinowski)
- 1998: Charlie Chaplin and the Cossack Gold

Spielfilme:
- 1998: The Stringer
- 1998: Twockers (Co-Regie mit Ian Duncan; BBC-Dokudrama über jugendliche Autodiebe in Mixenden bei Halifax)
- 2000: Last Resort
- 2004: My Summer of Love
- 2011: Die geheimnisvolle Fremde (The Woman in the Fifth / La femme du Vème / Kobieta z piątej dzielnicy)
- 2013: Ida
- 2018: Cold War – Der Breitengrad der Liebe (Zimna Wojna)